# Daberkow
Daberkow é um município da Alemanha, situado no distrito de Vorpommern-Greifswald, no estado de Mecklemburgo-Pomerânia Ocidental. Tem 15,39 km² de área, e sua população em 2019 foi estimada em 340 habitantes.